# Lipsk
Lipsk (niem. Leipzig; górnołuż. Lipsk; cz. Lipsko; łac. Lipsia) – miasto na prawach powiatu, najliczniejszy ośrodek Saksonii i drugi po Berlinie we wschodniej części Niemiec. Położony jest nad Białą Elsterą. Miasto należy do aglomeracji Lipsk-Halle, która liczy w przybliżeniu milion mieszkańców. Pod koniec 2023 roku, z liczbą mieszkańców wynoszącą ponad 620 tys., Lipsk zajmował ósme miejsce w Niemczech pod względem liczby ludności.Urząd Statystyczny Miasta Lipsk
Lipsk to duży ośrodek przemysłowy, jedno z ważniejszych centrów handlu (Targi Lipskie), ośrodek kultury i nauki z kilkusetletnią tradycją. Najmniej zniszczone w czasie II wojny światowej spośród wielkich metropolii niemieckich posiada najlepiej w całym kraju zachowany zespół dzielnic XIX- i XX-wiecznych.

## Toponimia
Po raz pierwszy nazwa miasta zanotowana została po łacinie w 1015 r. w kronice Thietmara jako „Libzi”. Później w latach 1165/70 Lipz, 1190/96 Lipz, Lipzk, 1216 Johannes miles de Lipzc, 1240 Lipzik, 1292 Lipzic, 1350 Lipzcik. Językoznawcy wywodzą nazwę bezpośrednio od słowiańskiego określenia *Li´pc (*Lipъcъ) oznaczającej drzewo liściaste lipę. Niemiecka nazwa Leipzig jest zgermanizowaną formą górnołużyckiej nazwy Lipsk.

## Historia

### Słowiańskie początki i średniowieczne miasto

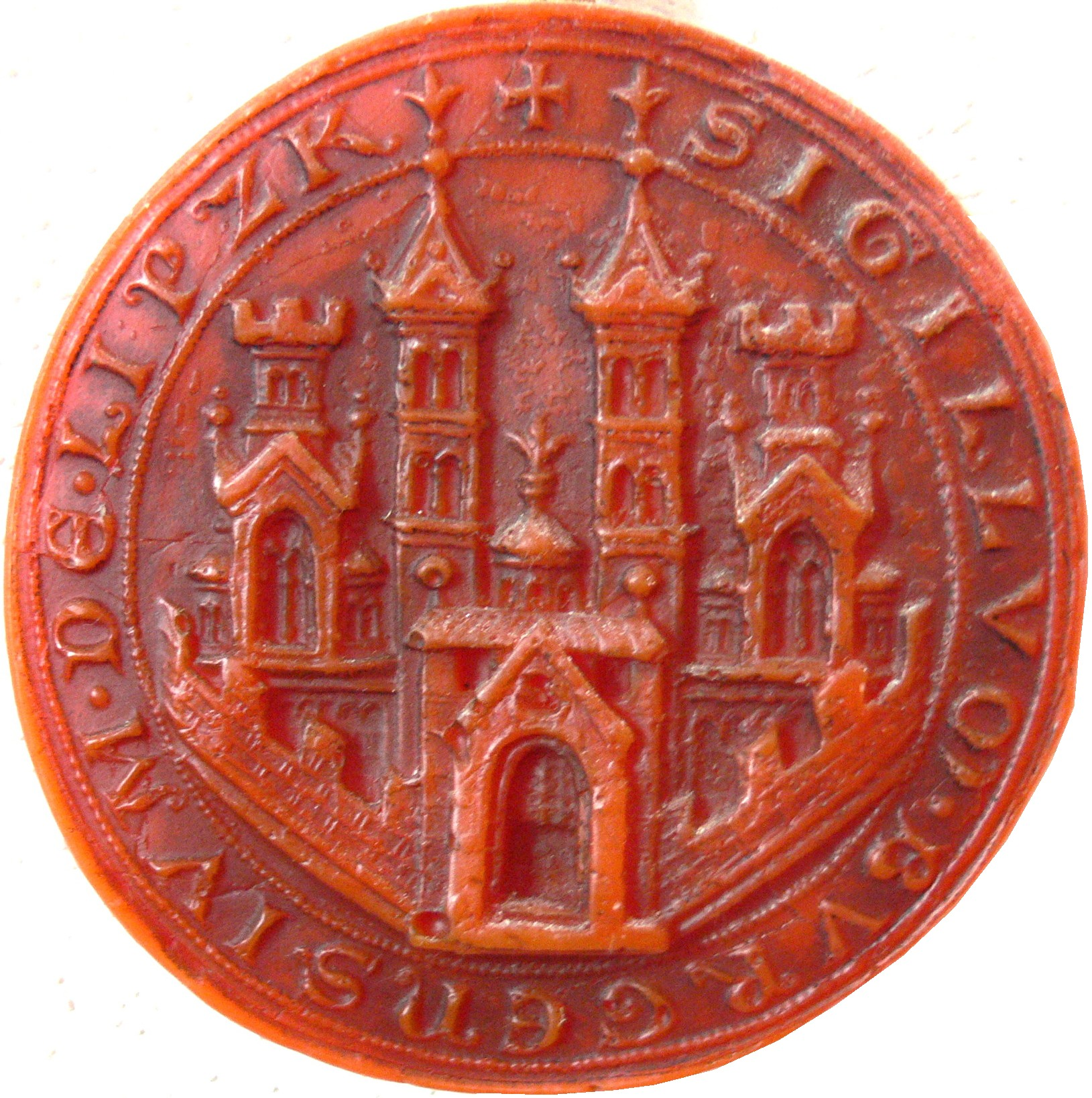
Pieczęć miejska z XIII w. z nazwą Lipzk

Od wczesnego średniowiecza obszar osadnictwa słowiańskiego. Według kronikarza Fredegara w VII w. region zamieszkiwali Chutycy. W VIII w. słowiańskimi osadami były dzisiejsze osiedla Lößnig, Dölitz, Connewitz, Gohlis i Liebertwolkwitz. W X w. Lipsk był małą osadą słowiańską. Na początku XI w. okolic Lipska prawdopodobnie sięgało władztwo Bolesława I Chrobrego. W 1082 Lipsk został splądrowany przez księcia czeskiego Wratysława II. W 1165 margrabia Miśni Otto Bogaty nadał Lipskowi prawa miejskie oraz przywileje handlowe. W drugiej połowie XII wieku powstała w Lipsku mennica, która biła monety do 1370 roku. W Lipsku krzyżowały się drogi Via Imperii i Via Regia. Lipsk z czasem stał się ważnym punktem dla intensywnego handlu Wolnego Miasta Norymbergi z Polską. W XIII w. powstał tu zamek Pleissenburg. W 1212 r. augustianie założyli w Lipsku Szkołę św. Tomasza. W 1229 r. do miasta przybyli dominikanie, w latach 1231–1240 wznieśli kościół św. Pawła. W 1409 w mieście otwarto Uniwersytet, jeden z pierwszych na terenie dzisiejszych Niemiec. Po wielokrotnych zmianach przynależności politycznej, w 1417 miasto znalazło się w granicach Marchii Miśnieńskiej, sześć lat przed włączeniem marchii do Elektoratu Saksonii. W 1420 r. miasto ucierpiało z powodu pożaru. Spłonęło 400 domów.

### W granicach Elektoratu Saksonii

Lipsk w 1580 roku

W 1451 roku ponownie otwarto mennicę. W 1485 r. w Lipsku podpisano traktat, który dzielił posiadłości Wettynów pomiędzy braci Albrechta i Ernesta, rozpoczynając trwały podział rodu na linie albertyńską i ernestyńską. Lipsk przypadł Albrechtowi. W latach 1482–1496 wzniesiono w Lipsku kościół św. Tomasza. W 1496 miał miejsce w Lipsku ślub polskiej królewny Barbary Jagiellonki z księciem Jerzym Brodatym. W 1497 Lipsk otrzymał przywilej organizowania targów. W 1547 w ramach I wojny szmalkaldzkiej miasto oblegał książę elektor Jan Fryderyk I. Zniszczone zostały wówczas przedmieścia. W połowie XVI wieku miasto przyjęło reformację. Za panowania elektora Augusta Wettyna do osadnictwa w mieście zachęcano mieszkańców Niderlandów. W XVII w. Lipsk ucierpiał znacznie w wyniku działań wojny trzydziestoletniej. W latach 1631 i 1642 Szwedzi dwukrotnie odnieśli zwycięstwo nad siłami Świętego Cesarstwa Rzymskiego w bitwach pod Breitenfeld, które od 1999 jest dzielnicą Lipska. W pierwszej połowie XVII w. miasto odwiedził późniejszy król Polski, Jan Sobieski. W latach 1680–1681 z powodu epidemii zmarło ok. 3000 mieszkańców miasta. W 1683 r. Lipsk połączono traktem pocztowym z Wolnym Miastem Norymbergą. W 1693 r. został oddany do użytku gmach opery.

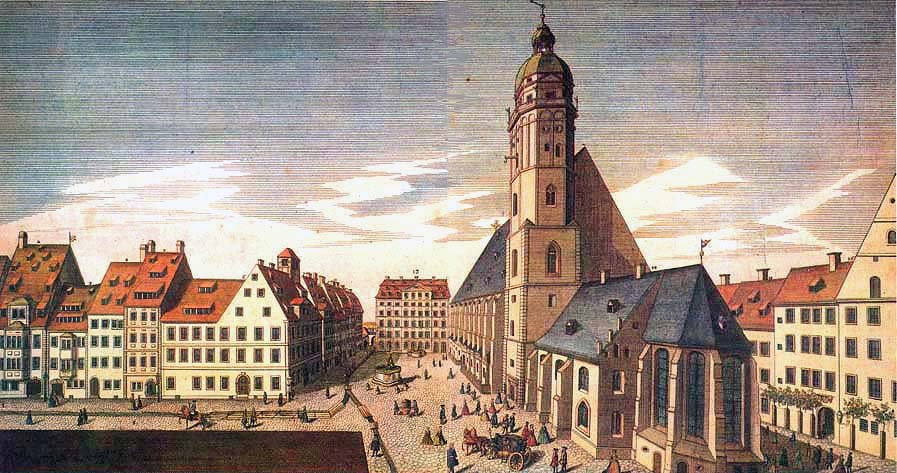
Lipsk w XVIII wieku

W okresie unii polsko-saskiej w mieście kwitł wówczas handel polskimi towarami. W 1697 r. wznowiono odprawianie nabożeństw katolickich w Lipsku. W 1698 r. w lipskiej mennicy rozpoczęto bicie tymfów i szóstaków. Za panowania królów Polski Augusta II Mocnego i Augusta III Sasa bito tu polskie srebrne monety, a w 1749 wybito tu także partię miedzianych szelągów, po czym ich produkcję przeniesiono do Gubina. W 1700 miasto przeszło z kalendarza juliańskiego na gregoriański. Także w 1700 powstała w Lipsku wspólnota francuskich hugenotów, a wspólnota katolicka rozpoczęła starania o utworzenie kaplicy. W 1701 miasto uzyskało oświetlenie uliczne, obejmujące 700 lamp. W 1701 lub 1702 założono Collegium Musicum. W czasie III wojny północnej w twierdzy Pleissenburg był więziony królewicz Konstanty Władysław Sobieski. W 1706 gościł w Lipsku król Stanisław Leszczyński. W 1710 na polecenie króla Augusta II Mocnego w twierdzy Pleissenburg zorganizowano kaplicę katolicką, a opiekę nad gminą katolicką powierzono jezuitom. W tym samym roku na Targach Lipskich August II po raz pierwszy zaprezentował porcelanę miśnieńską. W Lipsku w 1711 po raz pierwszy w całości wydano Roczniki, czyli kroniki sławnego Królestwa Polskiego Jana Długosza 231 lat po jego śmierci. W 1714 miasto uzyskało połączenie pocztowe z Wrocławiem. W 1723 kantorem w kościele św. Tomasza został Jan Sebastian Bach. W 1724 i 1729 w Lipsku miały premierę Pasja według św. Jana i Pasja według św. Mateusza Bacha. Wiosną 1727 w mieście gościł król August II Mocny. W 1753 mennicę ulokowano w twierdzy Pleissenburg.

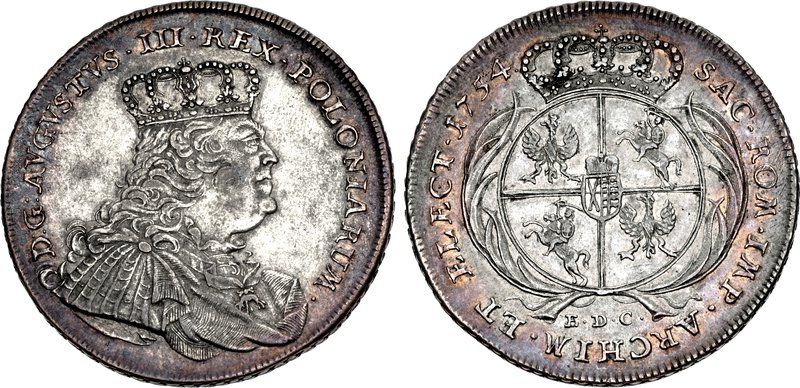
Talar z mennicy lipskiej z 1754 r.

W 1745 r. po raz pierwszy Lipsk znalazł się pod okupacją Królestwa Prus. W 1753 okupanci posłużyli się skradzionymi stąd stemplami w celu fałszowania polskich monet. W 1756 r. miasto ponownie znalazło się pod okupacją pruską. W 1760 r. król Prus Fryderyk II Wielki nałożył na okupowane miasto kontrybucję w wysokości miliona talarów. Berliński kupiec polskiego pochodzenia Johann Ernst Gotzkowsky wynegocjował obniżenie tej kwoty do 800 tysięcy talarów.
Wydawano tu polskie pismo Acta litteraria Regni Poloniae et Magni Ducatus Lithuaniae. W latach 1734–1921 wychodziła tu gazeta Leipziger Zeitung.

### Elektorat oraz Królestwo Saksonii

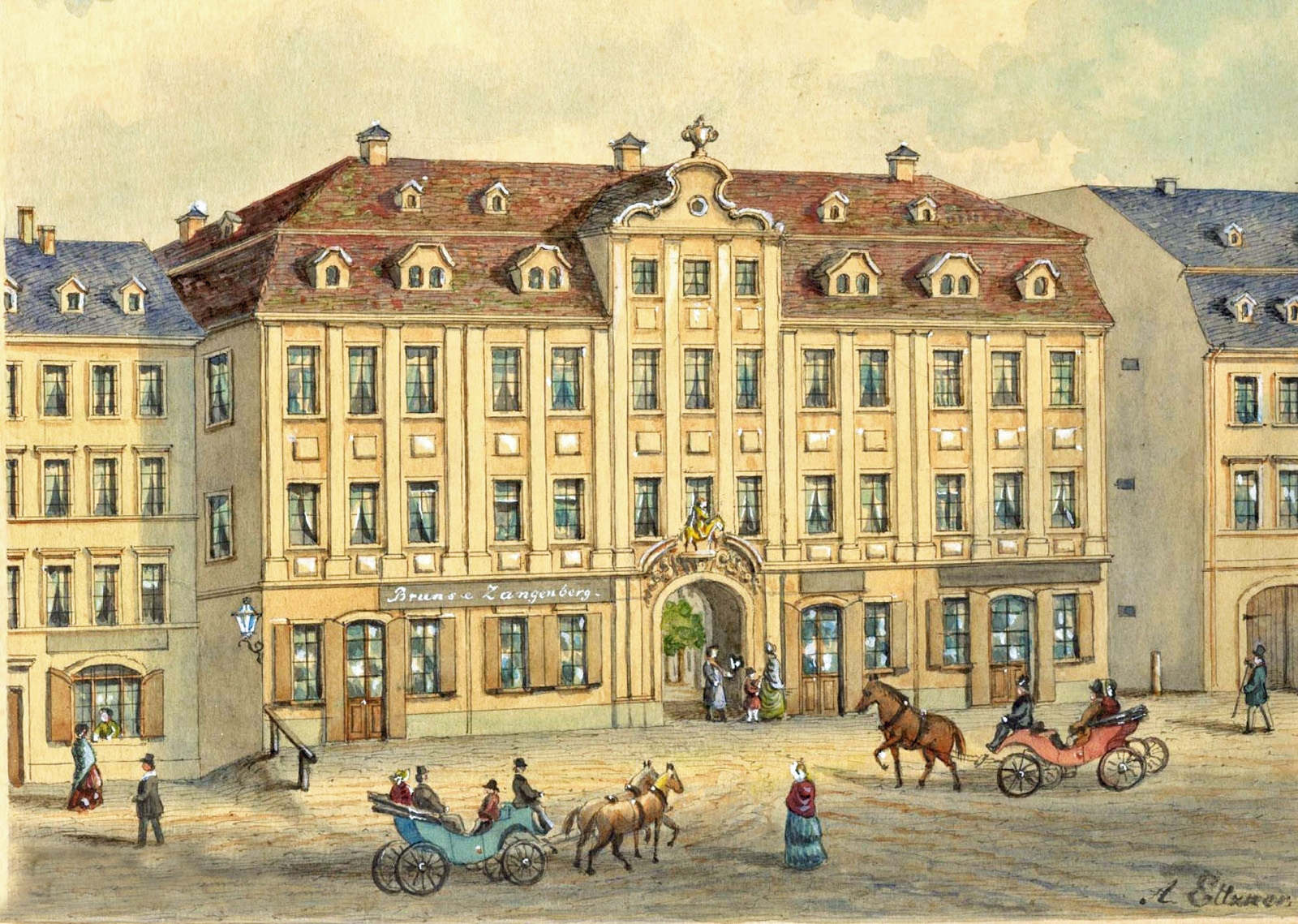
Pałac Jabłonowskiego na rycinie z 1880 roku

W 1765 roku zakończyła działalność mennica lipska. W 1768 r. zostało założone w Lipsku Towarzystwo Naukowe Jabłonowskich. Założyciel, Józef Aleksander Jabłonowski, zmarł w Lipsku w 1777 roku. W 1780 odsłonięto ufundowany przez Jabłonowskiego pomnik Fryderyka Augusta I. W 1781 działalność rozpoczęła Orkiestra Gewandhaus w Lipsku. W drugiej połowie XVIII wieku Lipsk był jednym z ośrodków konfederatów barskich i przeciwników konfederacji targowickiej. Od 1792 r. w Lipsku przygotowywano insurekcję kościuszkowską. W mieście przebywał m.in. Tadeusz Kościuszko.
Od 1806 r. Lipsk stanowił część Królestwa Saksonii, połączonego w latach 1807–1815 unią z Księstwem Warszawskim.

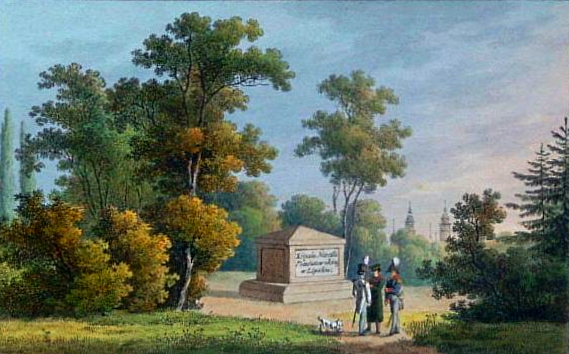
Pomnik księcia Józefa Poniatowskiego w XIX wieku

16-19 października 1813 nieopodal miasta rozegrała się „Bitwa Narodów”, zakończona klęską wojsk Napoleona i śmiercią jednego z wodzów – ks. Józefa Poniatowskiego. „Bitwę Narodów” upamiętnia monumentalny pomnik, wysokości 91 m, wzniesiony w stulecie wydarzeń z 1813. Józef Poniatowski został upamiętniony oddzielnym pomnikiem, stojącym dziś na skwerze jego imienia. W latach 1861–1864 kosztem lipskiego pisarza Theodora Apla w mieście i okolicach postawiono 44 ponumerowane pomniki, upamiętniające wydarzenia i uczestników bitwy – tzw. Kamienie Apla (Apelsteine). Wśród nich są po dwa kamienie upamiętniające ks. Józefa Poniatowskiego (nr 11 i 33) i gen. Jana Henryka Dąbrowskiego (nr 21 i 37).
W 1828 r. w domu, w którym zamieszkiwał w 1706 r. król Stanisław Leszczyński, założono Hôtel de Pologne. W 1846 miał miejsce pożar obiektu, po którym w latach 1847–1848 wzniesiono nowy 130-pokojowy Hôtel de Pologne, który był największym hotelem miasta.

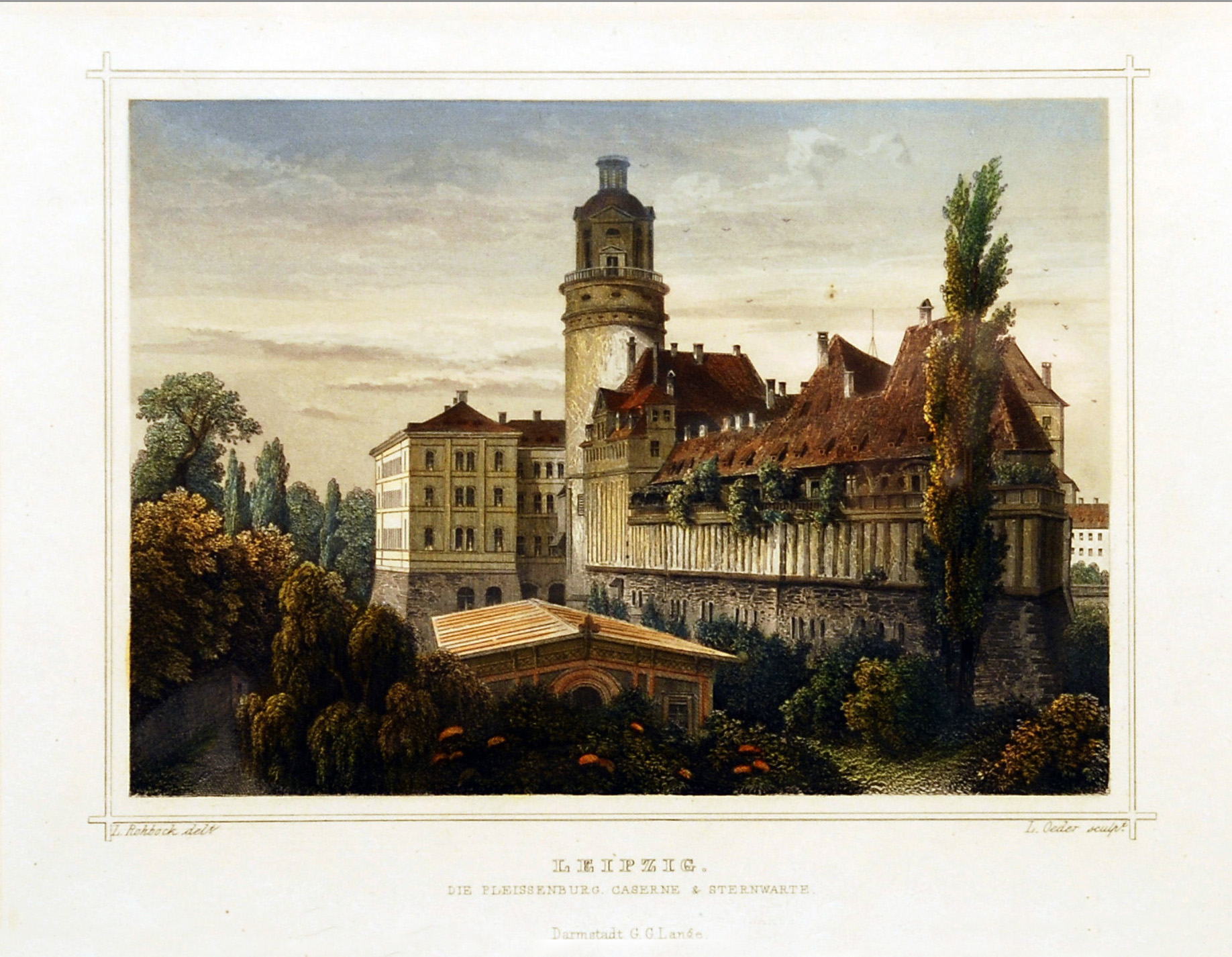
Twierdza Pleissenburg ok. 1850 r.

Po porażce powstania listopadowego, Lipsk stał się jednym z ośrodków polskiej emigracji. Wjazdowi Polaków do Lipska towarzyszyła asysta honorowa wojska saskiego i gwardii mieszczańskiej. Od listopada 1831 działał w Lipsku Związek dla Wsparcia Potrzebujących Pomocy Polaków, przy materialnym wsparciu infantki Marii Augusty Wettyn. W 1832 r. w Lipsku gen. Józef Bem organizował punkty etapowe dla polskich żołnierzy i powstańców uciekających po powstaniu do zachodniej Europy. W 1835 i 1836 r. w Lipsku gościł m.in. Fryderyk Chopin.
W 1839 r. otwarto linię kolejową łączącą Lipsk z Dreznem. W 1866 r. miasto znalazło się po raz kolejny pod okupacją pruską.

### W granicach Niemiec
W 1871 roku Lipsk stał się częścią zjednoczonych Niemiec. 12 maja 1884 w Lipsku ruszył proces Józefa Ignacego Kraszewskiego, w wyniku którego został on skazany na trzy i pół roku więzienia w twierdzy w Magdeburgu za szpiegostwo na rzecz Francji. W latach 1890–1892 znacząco poszerzono granice miasta poprzez przyłączenie kilkunastu wsi, m.in. Lößnig, Plagwitz, Connewitz, Kleinzschocher, Gohlis, Eutritzsch i Lindenau. Pod koniec XIX w. rozebrano twierdzę Pleissenburg, po czym w jej miejscu wzniesiono Nowy Ratusz.

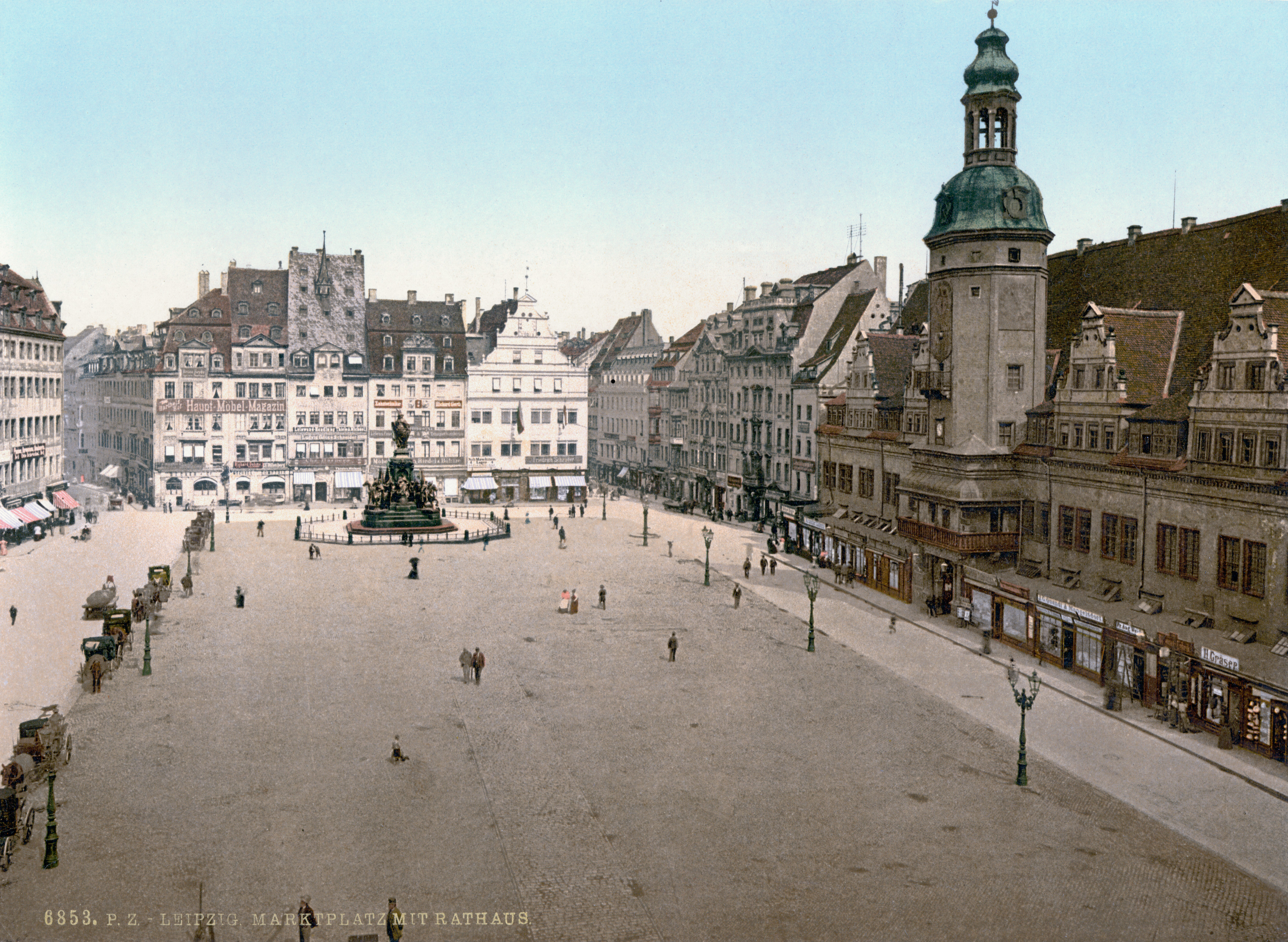
Rynek w Lipsku ok. 1900 roku

W 1900 r. Lipsk był największym miastem Niemiec po Berlinie, Hamburgu i Monachium. W 1923 w Lipsku został otwarty Konsulat Polski. W latach 1927–1929 powstały dwa pierwsze wysokościowce miasta: Krochhochhaus oraz Europahaus. W 1933 rada miasta zniosła historyczną nazwę ulicy i mostu im. ks. Józefa Poniatowskiego.
W kwietniu 1942 uruchomiono reaktor jądrowy, w którym znajdowało się 140 kilogramów ciężkiej wody i 750 kilogramów sproszkowanego uranu. W czerwcu tego samego roku reaktor uległ zniszczeniu w wyniku pożaru wywołanego wybuchem wodoru.
Pod koniec II wojny światowej miasto było bombardowane przez wojska alianckie. Szczęśliwie jednak zniszczenia były, w porównaniu z innymi miastami niemieckimi, niewielkie. Straty poniosło głównie Stare Miasto (Altstadt), które zostało tylko częściowo odbudowane. Uratowały się jednak pozostałe dzielnice, dzięki czemu Lipsk ma dziś najlepiej zachowany zespół architektury z XIX i początku XX wieku. W latach 1949–1990 należał do NRD. Był największym miastem NRD po Berlinie Wschodnim. W 1968 wysadzono w powietrze kościół uniwersytecki św. Pawła. W latach 1968–1972 wzniesiony został wieżowiec City-Hochhaus, który z uwzględnieniem anteny do 1973 był najwyższym budynkiem na terenie obu państw niemieckich.
Od 1990 r. Lipsk leży w granicach odtworzonego Wolnego Kraju Saksonia Republiki Federalnej Niemiec. W 1999 r. dokonano ostatniego znacznego poszerzenia granic miasta, przyłączając 30 okolicznych miejscowości.

## Podział administracyjny

Okręgi administracyjne Lipska

| Okręg administracyjny | Populacja (2016) | Powierzchnia (km²) | Gęstość zaludnienia (os./km²) |
| --------------------- | ---------------- | ------------------ | ----------------------------- |
| Mitte                 | 62 648           | 13,88              | 4510                          |
| Nordost               | 46 452           | 26,29              | 1766                          |
| Ost                   | 81 998           | 40,74              | 2013                          |
| Südost                | 59 147           | 34,65              | 1706                          |
| Süd                   | 65 507           | 16,92              | 3871                          |
| Südwest               | 53 830           | 46,67              | 1153                          |
| West                  | 52 460           | 14,69              | 3571                          |
| Alt-West              | 56 877           | 26,09              | 2180                          |
| Nordwest              | 31 812           | 39,09              | 814                           |
| Nord                  | 68 791           | 38,35              | 1794                          |

## Otoczenie
Lipsk graniczy z miastami Markkleeberg, Zwenkau, Pegau, Markranstädt, Schkeuditz, Taucha, Brandis i Naunhof. Najbliższe porównywalne rozmiarem lub większe miasta to Drezno i Berlin.

## Zabytki
- Zabytki przy Rynku:

Kamienica Królewska

Północna pierzeja Rynku

  - Stary Ratusz(inne języki), wybudowany w latach 1556–1557 w stylu renesansowym w ciągu zaledwie dziewięciu miesięcy, stojący w pierzei wschodniej, obecnie siedziba Muzeum Historii Miasta
  - Kamienica Królewska(inne języki) (Königshaus) w pierzei południowej, wzniesiona w stylu renesansowym, przebudowana w stylu barokowym w latach 1706–1707. W kamienicy podczas pobytów w Lipsku zamieszkiwał król Polski August II Mocny.
  - kamienice przy pierzei zachodniej:
    - kamienica klasycystyczna pod adresem Markt 10, wzniesiona w latach 1845–1846[35] – siedziba Instytutu Polskiego
    - Dwór Barthela (Barthels Hof(inne języki)) – barokowa kamienica z lat 1747–1750
    - Dom Króla Alberta – kamienica z lat 1912–1913

  - pierzeja północna – jedyna w pełni zabytkowa pierzeja Rynku:
    - Stara Waga(inne języki) – kamienica renesansowa z 1555, fasada zrekonstruowana po wojnie
    - kamienice pod adresami Markt 5, 6, 7

Pomnik księcia Józefa Poniatowskiego na Skwerze Poniatowskiego

Stara Giełda

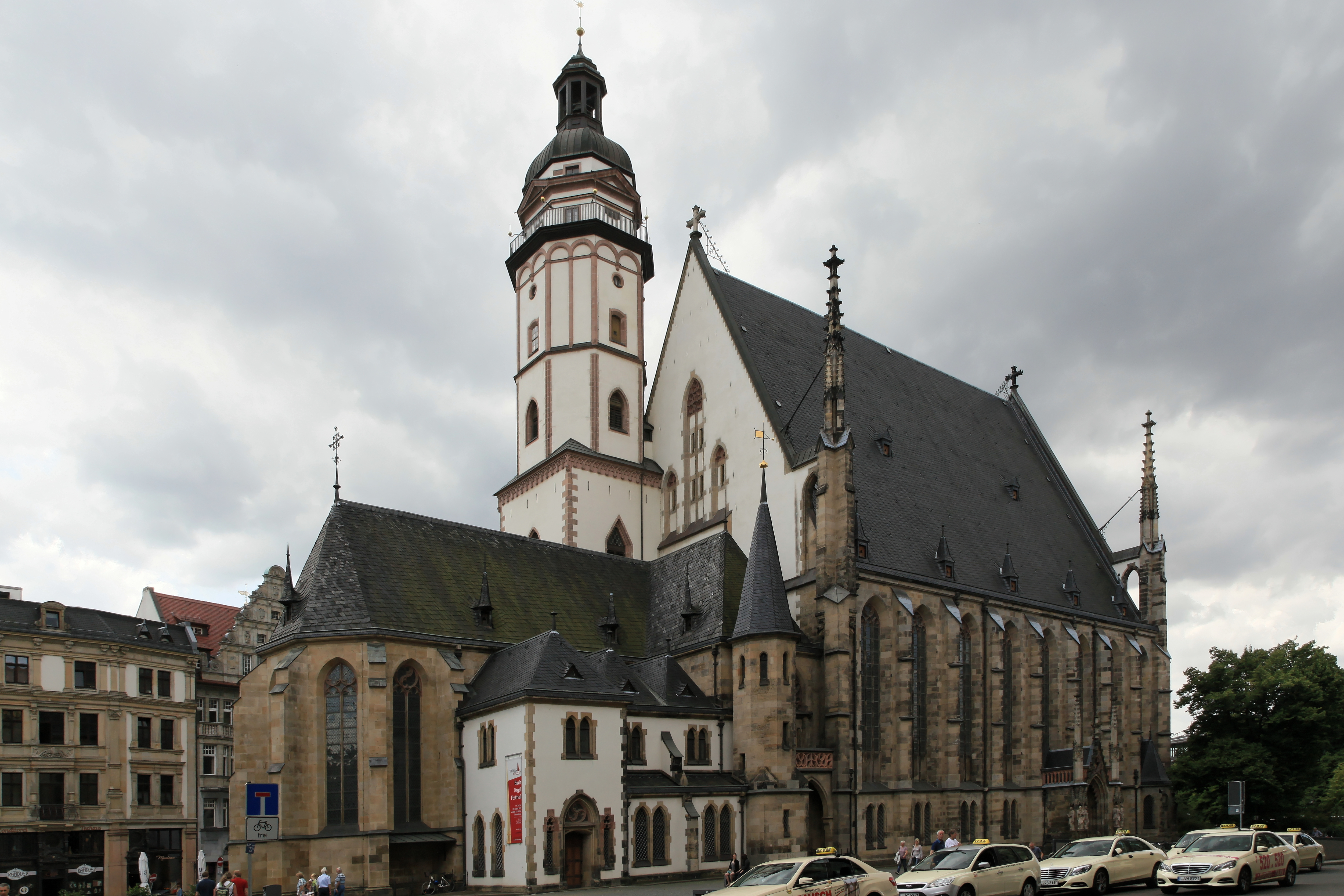
Kościół św. Tomasza

- Pomnik księcia Józefa Poniatowskiego na Skwerze Poniatowskiego
- Stara Giełda (Alte Handelsbörse) z XVII w. na Naschmarkt (targ łakoci), barokowa
- Pomnik Goethego na Naschmarkt
- Fontanna z Lwem (Löwenbrunnen) na Naschmarkt
- Kościół św. Tomasza – gotycko-renesansowa świątynia, mieszcząca grób Johanna Sebastiana Bacha, który w latach 1723–1750 pracował tu jako kantor. Przed kościołem, w miejscu, gdzie kiedyś stała szkoła św. Tomasza, w której kompozytor mieszkał i tworzył aż do śmierci, stoi jego pomnik.
- Kościół św. Mikołaja – późnogotycka świątynia halowa z początku XVI w.
- Kamienice barokowe, w tym:
  - Kamienica Romanusa (Romanushaus) – jedna z najbardziej reprezentacyjnych kamienic Lipska, wzniesiona w latach 1701–1704
  - Kamienica Bosego (Bosehaus) – kamienica wzniesiona w XVI w., przebudowana w stylu barokowym; gościł tu wielokrotnie Jan Sebastian Bach, współcześnie siedziba Muzeum Bacha i Archiwum Bacha(inne języki)
  - Kamienica pod Grenlandczykiem (Zum Grönländer) z lat 1749–1751
- Mädlerpassage(inne języki), w tym Piwnica Auerbacha (Auerbachs Keller) upamiętniona w dramacie „Faust” Goethego
- Hôtel de Pologne(inne języki) – neorenesansowa kamienica wzniesiona w latach 1847–1848 w miejscu domu, w którym w 1706 zamieszkiwał król Polski Stanisław Leszczyński[17]
- Nowy Ratusz(inne języki) – okazały budynek z wieżą o wysokości 108 m, wybudowany w latach 1899–1905 na miejscu dawnej warowni Pleissenburg(inne języki)
- Pałac Królewski – w stylu klasycystycznym z 1860/1861, współcześnie siedziba rektoratu Uniwersytetu w Lipsku
- Kościół św. Piotra – luterański, neogotycki, z lat 80. XIX w., najwyższy kościół Lipska
- Pałacyk w Gohlis(inne języki) – rokokowy, z lat 50. XVIII w.
  - Pomnik Fryderyka Augusta I, ufundowany przez Józefa Aleksandra Jabłonowskiego, odsłonięty w 1780, przeniesiony w 1937 z dawnego Placu Królewskiego w centrum miasta do ogrodu przy pałacyku w Gohlis[24]
- Pomnik Bitwy Narodów z 1913
- Gmach Federalnego Sądu Administracyjnego z lat 1888–1895
- Gmach Opery
- Kamienie Apla (Apelsteine) z lat 1861–1864, upamiętniające wydarzenia i uczestników bitwy narodów, w tym dwa kamienie upamięniające Jana Henryka Dąbrowskiego i jeden upamiętniający Józefa Poniatowskiego
- Willa Ury z 1909 r. – dawna siedziba Konsulatu Generalnego Rzeczypospolitej Polskiej, z tablicą pamiątkową w językach polskim i niemieckim
- Dom Bramny w Dölitz(inne języki) z XVII w., z tablicą upamiętniającą Józefa Poniatowskiego w językach polskim i niemieckim
- Pasaż handlowy Dresdner Hof (Dwór Drezdeński) z 1913
- Krochhochhaus(inne języki) – najstarszy wysokościowiec miasta, wzniesiony w latach 1927–1928

Poza obrębem Starego Miasta możemy podziwiać nie zniszczone wojną wielkomiejskie XIX-wieczne dzielnice, z zabudową reprezentującą przede wszystkim style historyzmu. Na szczególną uwagę zasługuje położona na zachodzie miasta dzielnica Lindenau, będąca do 1891 r. osobnym miastem.

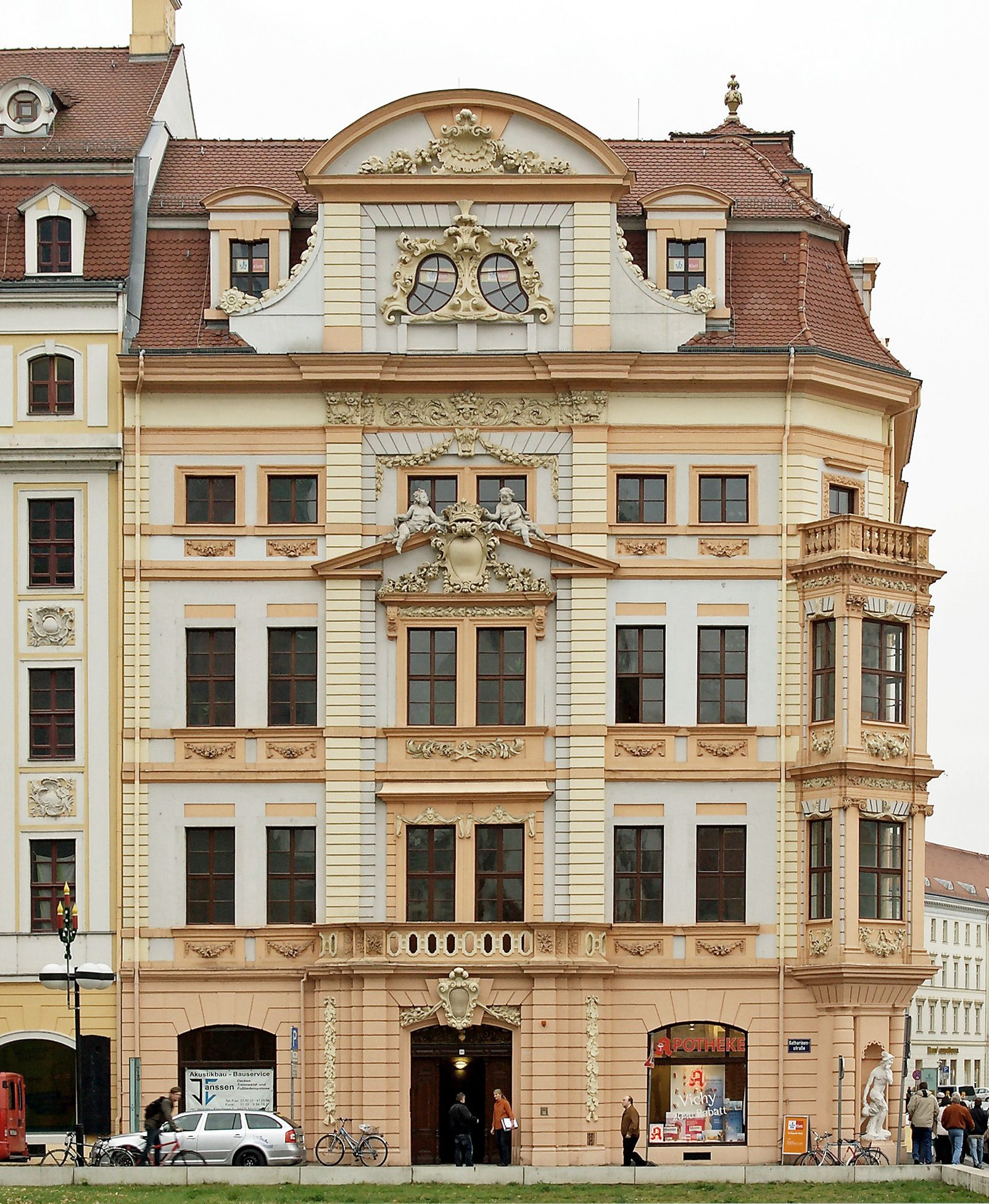
Kamienica Romanusa
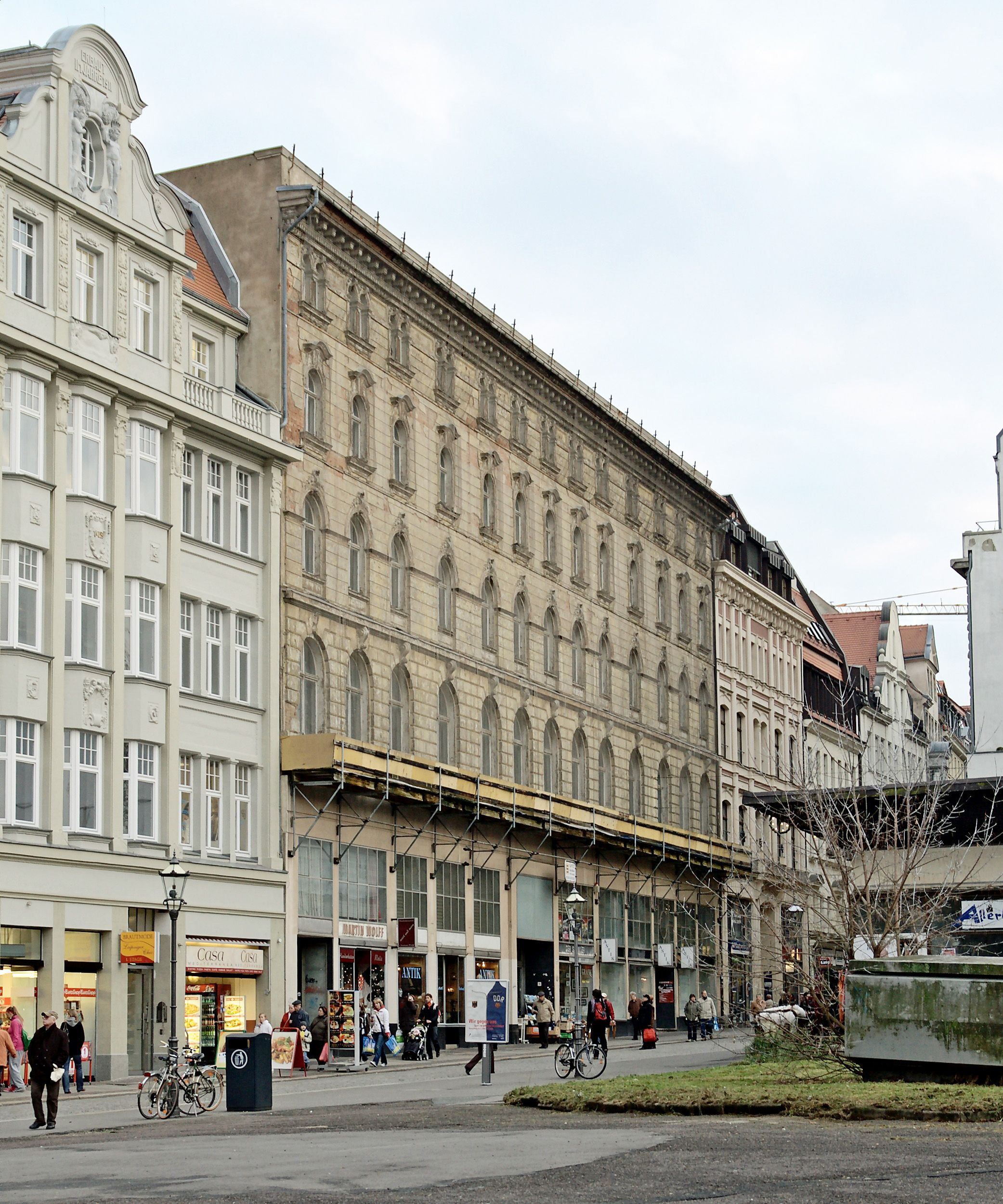
Hôtel de Pologne
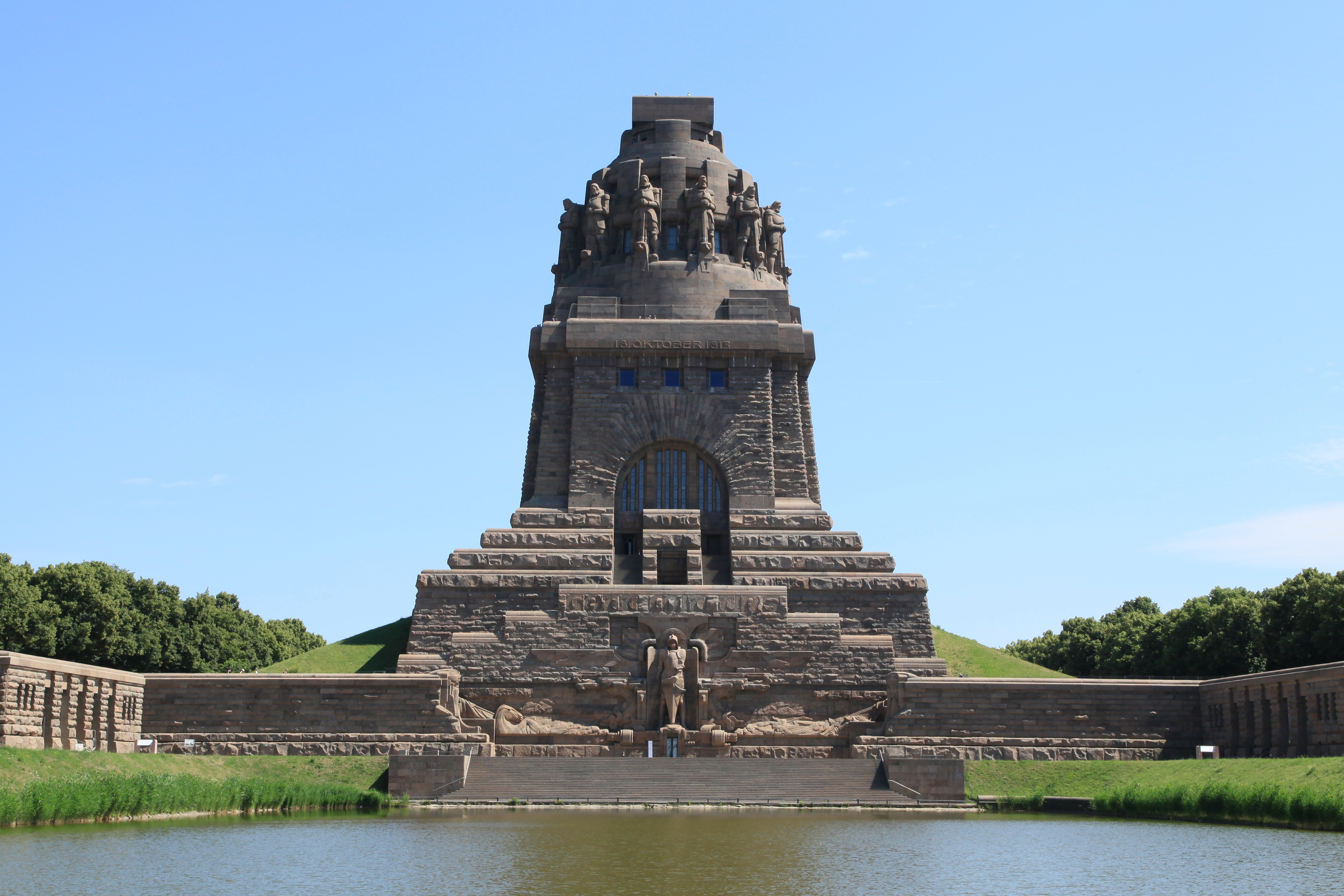
Pomnik Bitwy Narodów
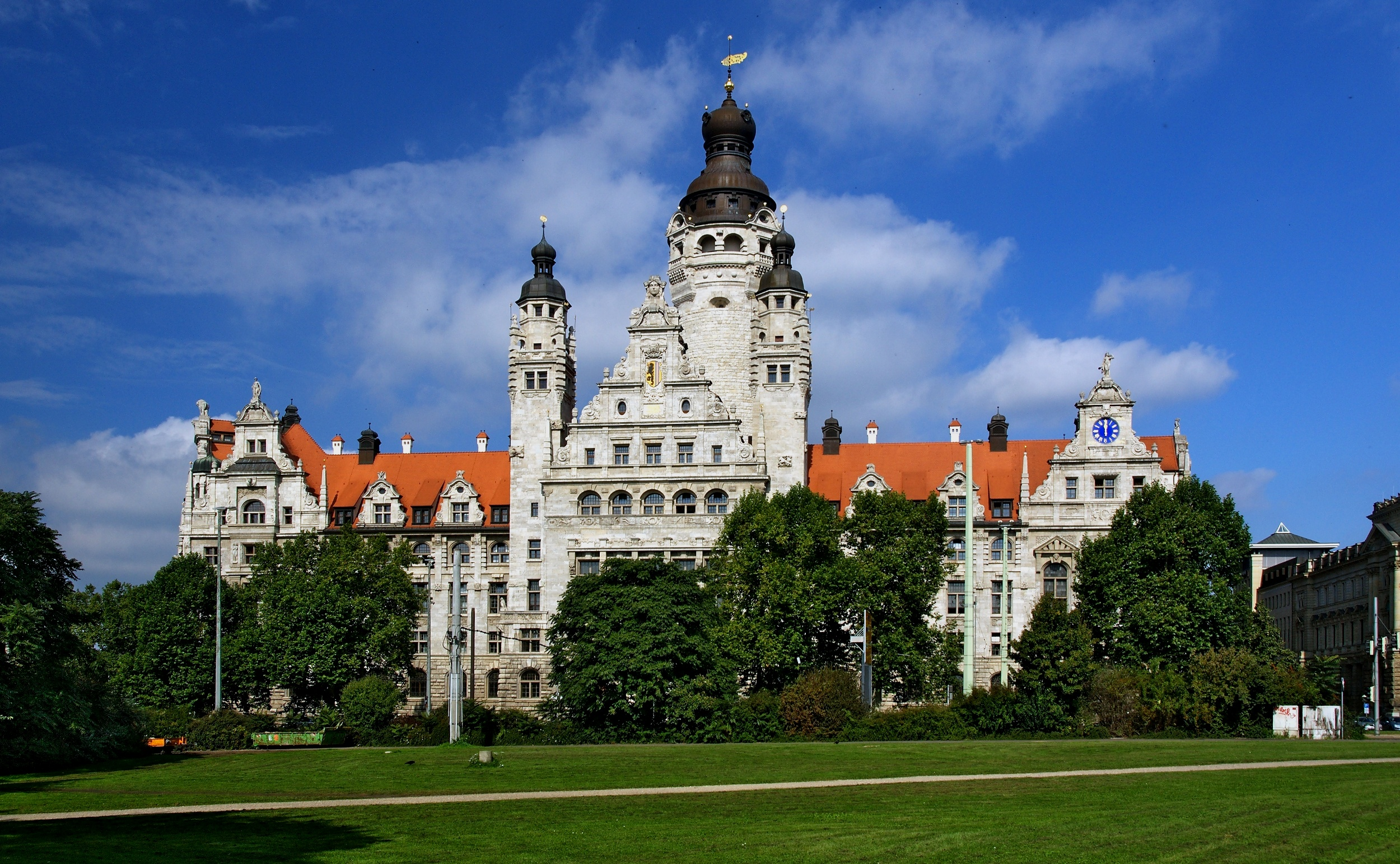
Nowy Ratusz
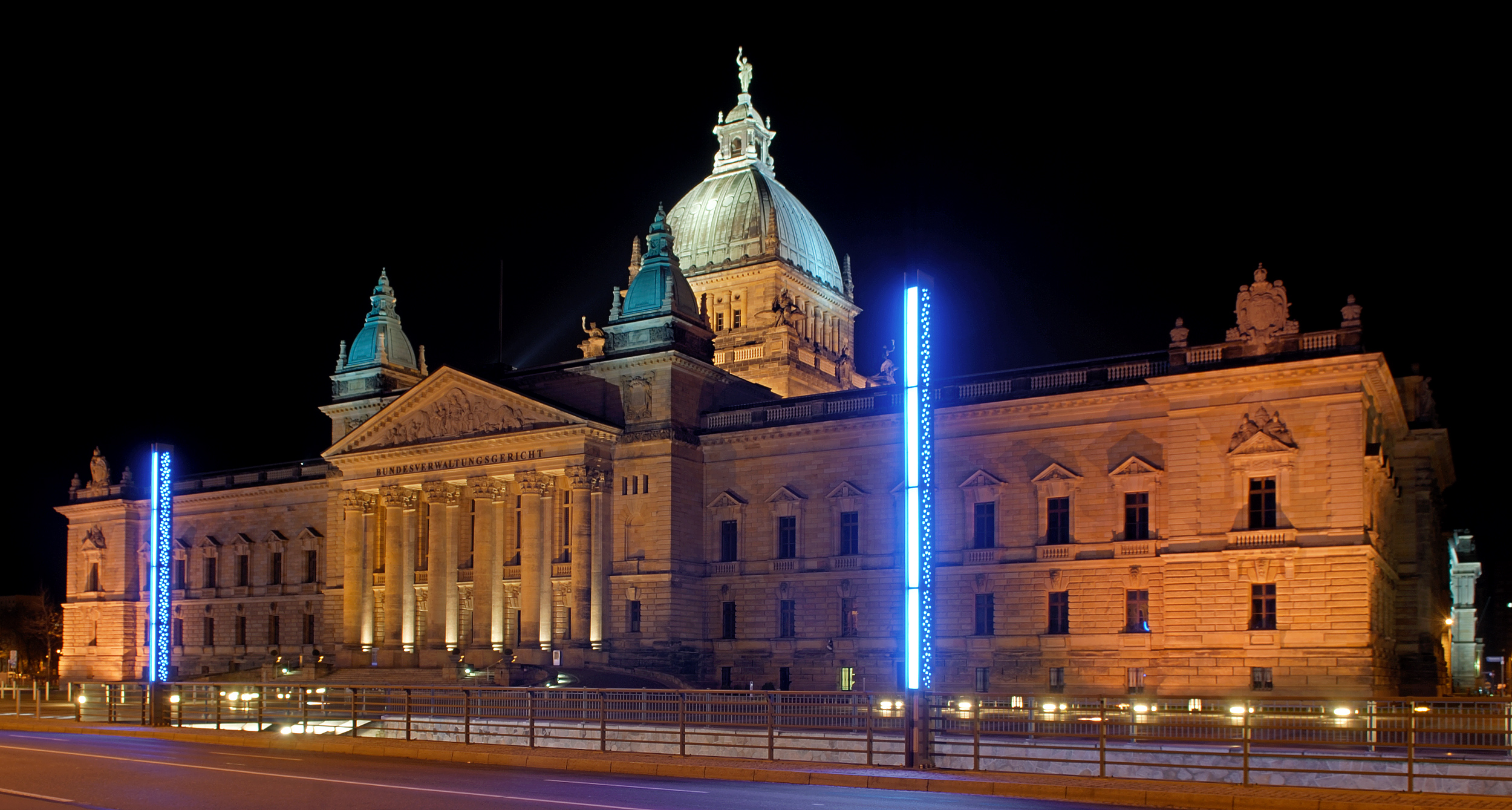
Federalny Sąd Administracyjny

## Muzea

Stary Ratusz

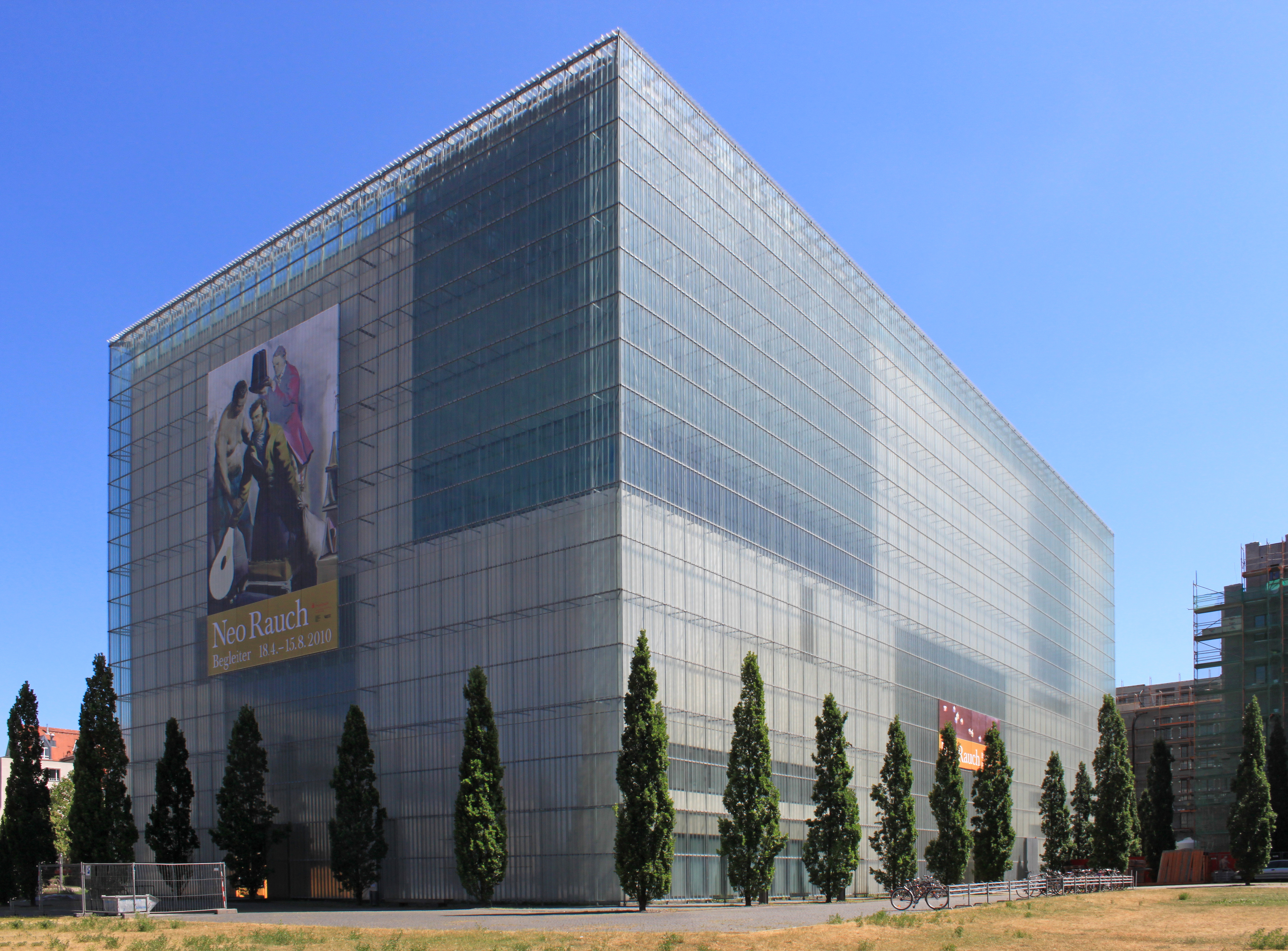
Muzeum Sztuk Pięknych

- Muzeum Bacha (Bach-Museum Leipzig(inne języki)) w kamienicy Georga Heinricha Bose przy kościele św. Tomasza – życie i twórczość Johanna Sebastiana Bacha (sam Bach nigdy tu nie mieszkał)[36]
- Muzeum Pamięci w „Okrągłym Narożniku” (Gedenkstätte Museum in der „Runden Ecke“(inne języki)) mieszczące się w niegdysiejszej siedzibie służb specjalnych NRD – Stasi, które dokumentuje działalność tej instytucji
- Muzeum Historii Miasta (Stadtgeschichtliches Museum Leipzig(inne języki)) w budynku Starego Ratusza (Altes Rathaus). W jego skład wchodzi także:
  - Pomnik Bitwy Narodów (Völkerschlachtdenkmal)
  - Muzeum Kawy (Das Museum zum Arabischen Coffe Baum(inne języki))
  - Dom Schillera (Schillerhaus(inne języki))
  - Muzeum Sportu (Sportmuseum Leipzig(inne języki))
  - Archiwum Ruchu Obywatelskiego Lipsk (Archiv Bürgerbewegung Leipzig(inne języki) e.V)
- Muzeum Sztuk Pięknych (Museum der bildenden Künste) z kolekcją 2700 obrazów, 750 rzeźb i ponad 55 tys. rysunków, grafik i druków, w tym z bogatą kolekcją dzieł Lucasa Cranacha Starszego
- Muzeum Starożytności Uniwersytetu w Lipsku (Ägyptisches Museum der Universität Leipzig(inne języki))
- Muzeum Etnograficzne (Museum für Völkerkunde zu Leipzig(inne języki))

## Inne atrakcje turystyczne
- Ogród Zoologiczny (Zoo Leipzig(inne języki)) jest jednym ze starszych obiektów tego typu na świecie – został założony w 1878. Na powierzchni 22,5 ha prezentowane jest tu ok. 900 gatunków zwierząt. Jedną z głównych atrakcji lipskiego ZOO jest Pongoland – kraina małp, gdzie na bardzo rozbudowanych wybiegach można obserwować m.in. orangutany i szympansy. Pongoland został ukończony w 2001 jako pierwszy etap projektu „Zoo przyszłości” (Zoo der Zukunft)[37].

## Demografia
Zmiany populacji Lipska od 1600 do 2011 roku:

Najwyższą populację miasto osiągnęło w 1930 – 718 200 mieszkańców.
Najliczniejsze środowiska imigranckie Lipska w 2014 według kraju pochodzenia: Rosja (7382), Polska (3542), Ukraina (3196), Wietnam (3029), Rumunia (2106), Kazachstan (2026).

## Gospodarka

Johannapark, w oddali City-Hochhaus i Nowy Ratusz

Ważny ośrodek przemysłu: maszynowego, środków transportu (m.in. fabryki Porsche i BMW), elektroniczny, chemiczny, poligraficzny i odzieżowy. Lipsk też jest dużym ośrodkiem handlowym.
Znajduje się tu centrum wystawienniczo-kongresowe. Ważny ośrodek handlu międzynarodowego, od XV wieku – Targi Lipskie. Międzynarodowe targi książki od 1594 roku.

## Kryminalność
Według opublikowanych 24 kwietnia 2017 roku statystyk kryminalnych Federalnego Biura Kryminalnego, Lipsk zajmował wówczas drugie miejsce po Berlinie pod względem zarejestrowanej przestępczości w niemieckich miastach powyżej 200 000 mieszkańców. W 2016 roku odnotowano 15 811 przestępstw na 100 000 mieszkańców. Istnieją duże różnice w poziomie przestępczości między poszczególnymi dzielnicami Lipska. Atlas przestępczości Urzędu Kryminalnego Saksonii za rok 2016 wskazuje, że dzielnica Lipsk Centrum miała najwyższy wskaźnik przestępczości, wynoszący 2664 przestępstwa na 1000 mieszkańców (łącznie 6082 przypadki), a na drugim miejscu był Lipsk Centrum-Wschód z 728 przypadkami na 1000 mieszkańców (łącznie 3072).

## Transport
W mieście funkcjonuje komunikacja tramwajowa. Lipsk stanowi duży węzeł komunikacyjny.

### Kolej

Leipzig Hauptbahnhof

Lipsk jest jednym z najstarszych węzłów kolejowych w Europie. W 1839 otwarto pierwszą na terytorium niemieckim stałą linię kolejową na trasie Lipsk – Drezno. W 1842 wybudowano dworzec Bawarski (Bayrischer Bahnhof) w celu obsługi ruchu kolejowego z Saksonii i do Bawarii. Dworzec został otwarty w 1844 i jest najstarszym dworcem czołowym na świecie. W latach 1902–1915 zbudowano największy dworzec czołowy w Europie – Leipzig Hauptbahnhof. W latach 2003–2013 zbudowano tunel średnicowy w Lipsku. W grudniu 2013 otwarto stację kolejową Leipzig Markt pod Rynkiem. W mieście i okolicach funkcjonuje miejska kolej S-Bahn.

### Lotnictwo
- Port lotniczy Lipsk/Halle w Schkeuditz
- Port lotniczy Lipsk-Altenburg

## Sport

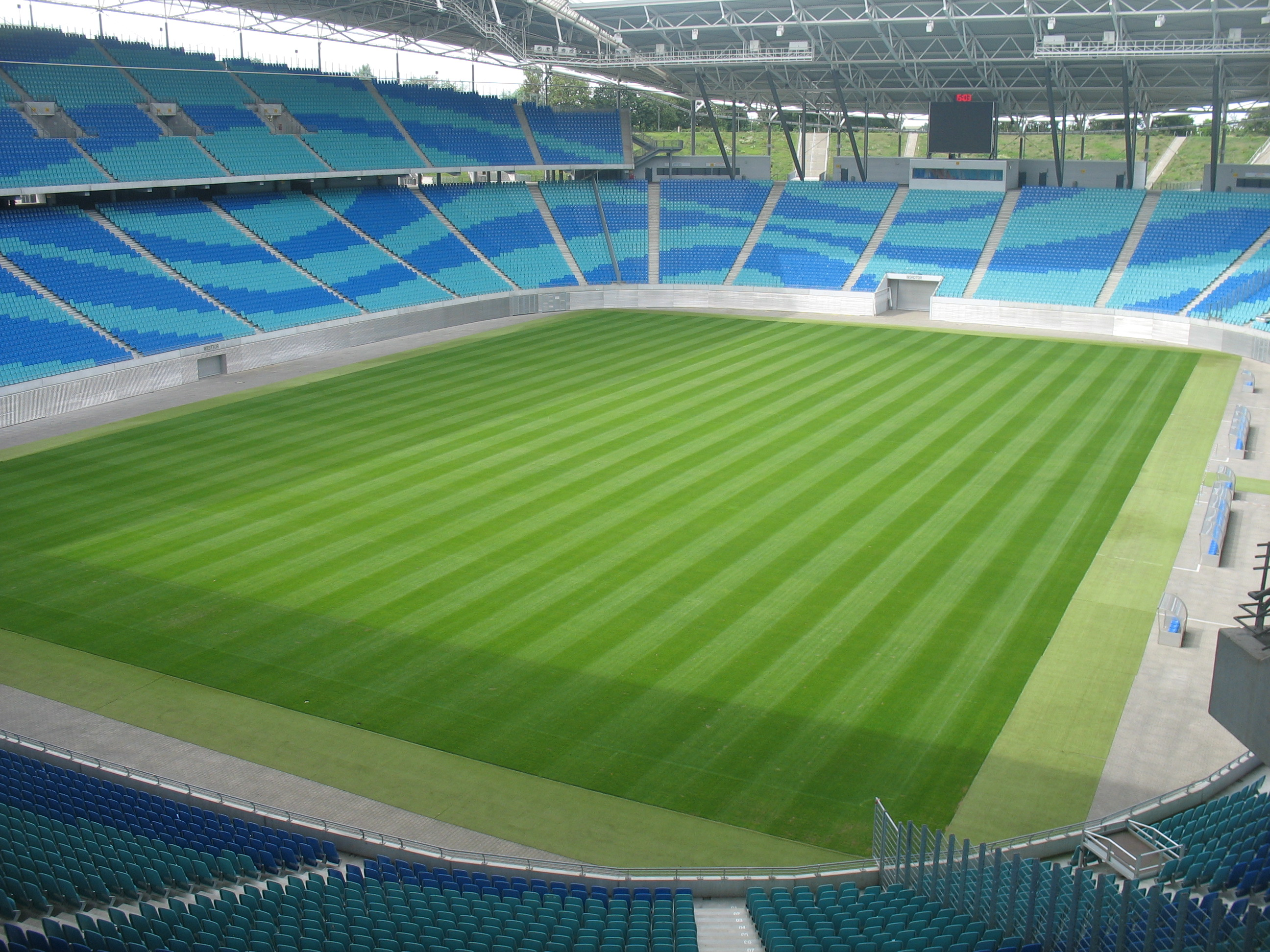
Red Bull Arena

- Handball-Club Leipzig – klub piłki ręcznej kobiet
- Leipziger BC 1893 – klub piłkarski
- 1. FC Lokomotive Leipzig – klub piłkarski (dawniej VfB Leipzig)
- FC Sachsen Leipzig – klub piłkarski
- RB Leipzig – klub piłkarski
- Red Bull Arena – stadion piłkarski, arena Mistrzostw Świata 2006

## Osoby

### Urodzeni w Lipsku
- Johann Christoph Friedrich Bach – kompozytor
- Johann Christian Bach – kompozytor
- Fredrik Barth – norweski antropolog społeczny
- Jacob Born starszy – królewsko-polski i elektorsko-saski rzeczywisty tajny radca, burmistrz Lipska
- Erich Frost – niemiecki muzyk, nadzorca Biura Oddziału Towarzystwa Strażnica w Niemczech
- Marja Grólmusec – serbołużycka publicystka i socjalistka
- Paul Kalkbrenner – niemiecki twórca muzyki elektronicznej
- Bernard Katz – angielski elektrofizjolog
- Till Lindemann – niemiecki muzyk, wokalista zespołu Rammstein
- Hans Hartung – niemiecko-francuski malarz i grafik współczesny
- Krzysztof Hegendorfer – teolog luterański, humanista
- Bill Kaulitz – niemiecki muzyk, wokalista zespołu Tokio Hotel
- Tom Kaulitz – niemiecki muzyk, gitarzysta zespołu Tokio Hotel
- Gottfried Wilhelm Leibniz – niemiecki filozof, matematyk, prawnik, inżynier–mechanik, fizyk i dyplomata
- Johann Burckhardt Mencke – królewsko-polski historiograf, królewsko-polski i elektorsko-saski radca dworu, wykładowca Uniwersytetu w Lipsku
- Neo Rauch – niemiecki malarz
- Walter Ulbricht – działacz komunistyczny, współzałożyciel Związku Spartakusa, inicjator powstania NRD, czołowy polityk niemieckiej partii komunistycznej, przewodniczący rady państwa.
- Richard Wagner – niemiecki kompozytor
- Moritz Georg Weidmann – królewsko-polski i elektorsko-saski radca dworu, księgarz i wydawca

### Związani z miastem

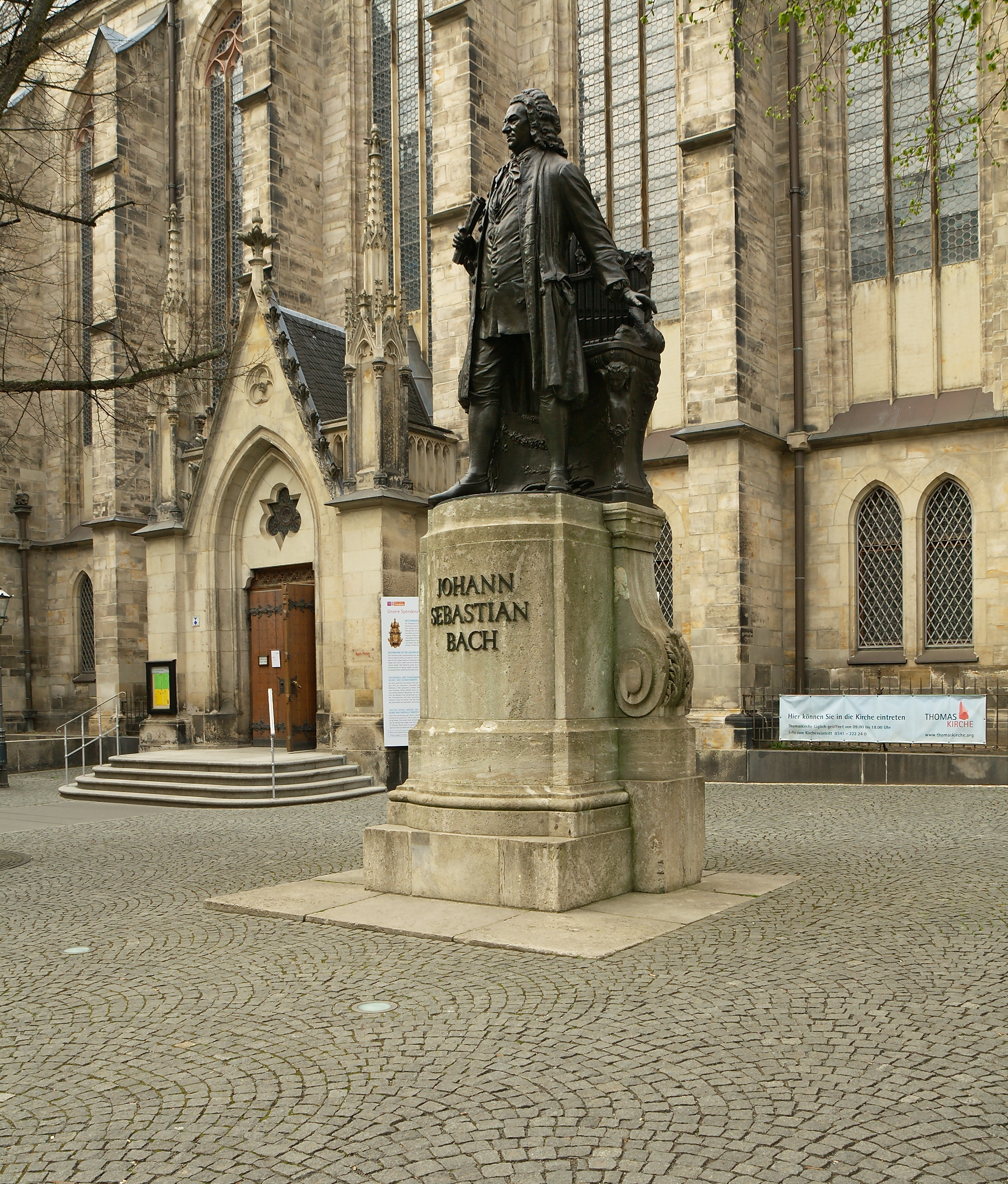
Pomnik Jana Sebastiana Bacha

- Johann Sebastian Bach – kompozytor, królewsko-polski i elektorsko-saski kapelmistrz i kompozytor dworski, w latach 1723–1750 kantor w kościele św. Tomasza
- August Bebel – jeden z założycieli niemieckiej socjaldemokracji
- Johann Alexander Christ – królewsko-polski i elektorsko-saski radca, burmistrz Lipska
- Otto Ludwig Hölder – matematyk
- Samuel Linde – polski leksykograf, językoznawca, tłumacz, student i wykładowca Uniwersytetu w Lipsku, autor pierwszego słownika języka polskiego
- Józef Aleksander Jabłonowski – polski urzędnik, historyk, bibliograf, mecenas sztuki
- Felix Mendelssohn-Bartholdy – kompozytor, był dyrektorem orkiestry w tutejszym domu cechowym (Gewandhausorchester)
- Frank Rost – niemiecki piłkarz
- Stanisław Schwann – polski historyk medycyny i wykładowca Uniwersytetu w Lipsku
- Friedrich Schiller – poeta, przebywał w Lipsku latem 1785, tu napisał Odę do radości
- Carl Friedrich Trier – królewsko-polski i elektorsko-saski radca dworu, burmistrz Lipska
- Wilhelm Wundt – fizjolog, filozof i psycholog, wykładał i stworzył w Lipsku pierwsze formalne laboratorium psychologiczne, twórca psychologii eksperymentalnej

## Współpraca międzynarodowa
Miejscowości partnerskie:
- Etiopia: Addis Abeba
- Wielka Brytania: Birmingham
- Włochy: Bolonia
- Czechy: Brno
- Niemcy/Hesja: Frankfurt nad Menem
- Niemcy/Dolna Saksonia: Hanower
- Wietnam: Ho Chi Minh
- Izrael: Herclijja
- Stany Zjednoczone: Houston
- Ukraina: Kijów
- Polska: Kraków
- Francja: Lyon
- Chiny: Nankin
- Bośnia i Hercegowina: Travnik
- Grecja: Saloniki